# Disa newdigateae
Disa newdigateae är en orkidéart som beskrevs av Harriet Margaret Louisa Bolus. Disa newdigateae ingår i släktet Disa och familjen orkidéer. Inga underarter finns listade i Catalogue of Life.